# Communauté de communes du Pays Beaume-Drobie
Die Communauté de communes du Pays Beaume-Drobie ist ein französischer Gemeindeverband mit Rechtsform einer Communauté de communes im Département Ardèche, dessen Verwaltungssitz sich in dem Ort Joyeuse befindet. Er liegt im Südwesten des Départements in den Cevennen mit Erhebungen bis zu 1500 m und gehört größtenteils zum Regionalen Naturparks Monts d’Ardèche. Die Gemeinden verteilen sich auf die Täler der Flüsse Beaume und Drobie, die dem Verband seinen Namen gegeben haben. Der Ende 1994 gegründete Gemeindeverband besteht aus 19 Gemeinden auf einer Fläche von 279,93 km². Präsident des Gemeindeverbandes ist Alain Mahey.

## Geschichte
- 22. Dezember 1994: Gründung durch die Gemeinden Chandolas, Joyeuse, Ribes, Rocles, Valgorge und Vernon.
- 5. Mai 1995: Beitritt von Saint-Mélany
- 6. Dezember 1995: Beitritt von Dompnac, Laboule, Rosières, Faugères, Planzolles und Saint-André-Lachamp
- 26. Dezember 1995: Beitritt von Beaumont
- 28. Dezember 1998: Austritt von Rosières
- 11. Dezember 2003: Beitritt von Payzac
- 1. Januar 2009: Beitritt von Lablachère, Rosières und Saint-Genest-de-Beauzon.
- 1. Januar 2011: Betritt von Loubaresse.
- 1. Januar 2014: Beitritt von Sablières.

## Aufgaben
Zu den vorgeschriebenen Kompetenzen gehören die Entwicklung und Förderung wirtschaftlicher Aktivitäten und des Tourismus sowie die Raumplanung auf Basis eines Schéma de Cohérence Territoriale. Der Gemeindeverband betreibt die Müllabfuhr und -entsorgung. Zusätzlich baut und unterhält der Verband Kultur- und Sporteinrichtungen und fördert Veranstaltungen in diesen Bereichen.

## Mitgliedsgemeinden
Folgende 19 Gemeinden gehören der Communauté de communes du Pays Beaume-Drobie an:
| Gemeinde                                     | Einwohner 1. Januar 2022 | Fläche km² | Dichte Einw./km² | Code INSEE | Postleitzahl |
| -------------------------------------------- | ------------------------ | ---------- | ---------------- | ---------- | ------------ |
| Beaumont                                     | 261                      | 19,16      | 14               | 07029      | 07110        |
| Chandolas                                    | 545                      | 11,63      | 47               | 07053      | 07230        |
| Dompnac                                      | 77                       | 16,12      | 5                | 07081      | 07260        |
| Faugères                                     | 113                      | 5,99       | 19               | 07088      | 07230        |
| Joyeuse                                      | 1.760                    | 13,04      | 135              | 07110      | 07260        |
| Lablachère                                   | 2.214                    | 26,38      | 84               | 07117      | 07230        |
| Laboule                                      | 144                      | 17,45      | 8                | 07118      | 07110        |
| Loubaresse                                   | 45                       | 8,99       | 5                | 07144      | 07110        |
| Payzac                                       | 539                      | 13,70      | 39               | 07171      | 07230        |
| Planzolles                                   | 162                      | 5,41       | 30               | 07176      | 07230        |
| Ribes                                        | 328                      | 7,17       | 46               | 07189      | 07260        |
| Rocles                                       | 263                      | 16,51      | 16               | 07196      | 07110        |
| Rosières                                     | 1.307                    | 16,29      | 80               | 07199      | 07260        |
| Sablières                                    | 166                      | 38,98      | 4                | 07202      | 07260        |
| Saint-André-Lachamp                          | 166                      | 17,09      | 10               | 07213      | 07230        |
| Saint-Genest-de-Beauzon                      | 335                      | 5,31       | 63               | 07238      | 07230        |
| Saint-Mélany                                 | 107                      | 10,64      | 10               | 07275      | 07260        |
| Valgorge                                     | 415                      | 26,36      | 16               | 07329      | 07110        |
| Vernon                                       | 223                      | 3,71       | 60               | 07336      | 07260        |
| Communauté de communes du Pays Beaume-Drobie | 9.170                    | 279,93     | 33               | –          | –            |